# 黃龍 (段子璋)
黃龍（761年四月—五月）是唐朝安史之亂時段子璋的年號，共計19日。

## 改元
- 唐上元二年——四月二十八日，段子璋起兵反唐，稱梁王，改元黃龍元年。五月十六日，被西川節度使崔光遠斬殺。[3][4][5]

## 紀年對照表
| 黃龍 | 元年  |
| ---- | ----- |
| 公元 | 761年 |
| 干支 | 辛丑  |

## 同期存在的其他政權年號
- 中國
  - 上元（760年－761年）：唐朝—唐肅宗李亨之年號
  - 顯聖（761年－763年）：唐朝時期—史朝義之年號
  - 正德（761年）：唐朝時期—李珍之年號
  - 大興（738年－794年）：渤海—渤海文王大欽茂之年號
  - 贊普鍾（752年－768年）：南詔—閣羅鳳之年號
- 日本
  - 天平寶字（757年－765年）：奈良時代—孝謙天皇、淳仁天皇、稱德天皇之年號

## 深入閱讀
- 李崇智. . 北京: 中華書局. 2004年12月. ISBN 7101025129.